# Le Fanion de la Légion

Le Fanion de la Légion est une chanson française écrite en 1936 par Raymond Asso (un ancien légionnaire), sur une musique de Marguerite Monnot, et chantée par Marie Dubas. Elle a ensuite été enregistrée par Édith Piaf en 1937 plusieurs fois. 
Cette chanson ressemble, dans son origine et son interprétation, au fameux Mon légionnaire, du même compositeur, Asso, qui était aussi l'amant de Piaf à la fin des années 1930.
Néanmoins, si, dans Mon légionnaire, la Légion étrangère est dépeinte au travers des yeux romantiques d'une femme idéalisant son amant au képi blanc, dans Le fanion de la Légion, c'est l'Institution qui est le sujet central.
La chanson glorifie le fanion de l'unité, défendu par trente légionnaires dans un fortin perdu du Sahara.
Paradoxalement, la Légion n'a jamais adopté cette chanson, qui lui était dédiée, alors qu'elle a fait sienne une autre chanson popularisée par Piaf, Non, je ne regrette rien. 

## Paroles
Tout en bas, c'est le Bled immense
Que domine un petit fortin.
Sur la plaine, c'est le silence,
Et là-haut, dans le clair matin,
Une silhouette aux quatre vents jette
Les notes aiguës d'un clairon,
Mais, un coup de feu lui répond.
Ah la la la, la belle histoire.
Y a trente gars dans le bastion,
Torse nu, rêvant de bagarres,
Ils ont du vin dans leurs bidons,
Des vivres et des munitions.
Ah la la la, la belle histoire.
Là-haut sur les murs du bastion,
Dans le soleil plane la gloire
Et dans le vent claque un fanion.
C'est le fanion de la légion !
Les « salopards » tiennent la plaine,
Là-haut, dans le petit fortin.
Depuis une longue semaine,
La mort en prend chaque matin.
La soif et la fièvre
Dessèchent les lèvres.
À tous les appels de clairon,
C'est la mitraille qui répond.
Ah la la la, la belle histoire,
Ils restent vingt dans le bastion,
Le torse nu, couverts de gloire,
Ils n'ont plus d'eau dans leurs bidons
Et presque plus de munitions.
Ah la la la, la belle histoire,
Claquant au vent sur le bastion
Et troué comme une écumoire,
Il y a toujours le fanion,
Le beau fanion de la légion !
Comme la nuit couvre la plaine,
Les « salopards », vers le fortin
Se sont glissés comme des hyènes
Ils ont lutté jusqu'au matin :
Hurlements de rage,
Corps à corps sauvages,
Les chiens ont eu peur des lions.
Ils n'ont pas pris la position.
Ah la la la, la belle histoire,
Ils restent trois dans le bastion,
Le torse nu, couverts de gloire,
Sanglants, meurtris et en haillons,
Sans eau ni pain, ni munitions.
Ah la la la, la belle histoire,
Ils ont toujours dans le bastion
Mais ne peuvent crier victoire :
On leur a volé le fanion,
Le beau fanion de la légion !
Mais tout à coup, le canon tonne :
Des renforts arrivent enfin.
A l'horizon, une colonne
Se profile dans le matin
Et l'echo répète l'appel des trompettes
Qui monte vers le mamelon.
Un cri de là-haut lui répond.
Ah la la la, la belle histoire,
Les trois qui sont dans le bastion,
Sur leurs poitrines toutes noires
Avec du sang crénom de nom
Ont dessiné de beaux fanions.
Ah la la la, la belle histoire,
Ils peuvent redresser leurs fronts
Et vers le ciel crier victoire.
Au garde-à-vous sur le bastion,
Ils gueulent : « présent, la légion ! ».